# 357 км (зупинний пункт)
357 кіломе́тр — пасажирський залізничний зупинний пункт Лиманської дирекції Донецької залізниці на неелектрифікованій лінії Комиш-Зоря — Волноваха між станціями Розівка (9,5 км) та Комиш-Зоря (20 км). Розташований в селі Шевченківське Пологівського району Запорізької області.

## Історія
Відкритий 1932 року. 

## Пасажирське сполучення
До повномасштабного російського вторгнення в Україну (з 2022) на Платформі 357 км зупинялися приміські поїзди сполученням Комиш-Зоря — Волноваха.